# Manfred Stengl
Manfred Stengl (* 1. April 1946 in Salzburg; † 6. Juni 1992 in Douglas, Isle of Man) war ein österreichischer Rennrodler, Bobsportler, Motorradrennfahrer und Olympiasieger.

## Biographie
Der Salzburger gewann mit seinem Partner Josef Feistmantl die Goldmedaille im Doppelsitzerbewerb der Rennrodler bei den Olympischen Spielen von Innsbruck 1964 und kürte sich damit zum ersten Olympiasieger in dieser Disziplin. Nachdem die beiden Österreicher im ersten Lauf mit 50,57 Sekunden bereits Bahnrekord erzielt hatten, gingen sie mit einem beruhigenden Vorsprung in den  zweiten Durchgang und gewannen den Bewerb überlegen vor ihren Landsleuten Reinhold Senn und Helmut Thaler. Stengl ist mit 17 Jahren und 310 Tagen der bis heute jüngste österreichische Olympiasieger.
Manfred Stengl beendete 1971 seine Karriere als Rodler und wechselte zum Bobsport. Dort erreichte er bei der Weltmeisterschaft 1975 die Bronzemedaille im Viererbob. 
Stengl war auch sehr erfolgreich im Motorradrennsport. 1969 war er österreichischer Staatsmeister in der 350-cm³-Klasse, 1973 Sieger der Österreichischen TT. Jahrelang fuhr er auf Aermacchi. 1992 verunglückte er bei der Tourist Trophy auf der Isle of Man, im Rennen der TT-F1-Klasse, tödlich.